# Justicia euosmia
Justicia euosmia är en akantusväxtart som beskrevs av Gustav Lindau. Justicia euosmia ingår i släktet Justicia och familjen akantusväxter. Inga underarter finns listade i Catalogue of Life.